# Rob Stewart (actor)
Rob Stewart (nacido el 23 de julio de 1961 en Toronto, Ontario) es un actor canadiense. Su nombre de nacimiento es Robert Thomas Stewart. Llegó a tener notoriedad a través de su participación en la serie de televisión Calor Tropical.

## Vida y carrera
De niño jugaba al hockey sobre hielo, que le encantaba. Soñaba con ser un jugador profesional, pero sufrió una grave herida a los diecisiete años mientras jugaba al hockey. Como consecuencia, perdió un riñón, lo que le quitó la oportunidad de hacer una carrera deportiva. Por eso, después de la tragedia, se ganó la vida como guitarrista y cantante, y estudió latín e inglés en la Universidad de Waterloo. Asimismo, hizo trabajos para la industria del entretenimiento, lo que le posibilitó ser actor. 
Así, después de algunos pequeños trabajos, empezó como actor en el remake de la serie Alfred Hitchcock Presenta. Luego, de 1991 a 1993, interpretó a Nick Slaughter en la serie Calor Tropical, de la que también dirigió algunos episodios. A continuación, consiguió otros papeles principales en las series de televisión Amazonas – Prisioneros de la Selva (1999-2000) y Painkiller Jane (2007).
Está casado y tiene un hijo. Ahora él y su familia viven en Los Ángeles.

## Filmografía
- 1991-1993: Calor Tropical (Sweating Bullets; serie de televisión; 66 episodios)
- 1994: Secretos familiares (Broken Lullaby)
- 1995: Someone To Die For
- 1996: Pacto letal (Kounterfeit)
- 1997: Alta Incidencia - La Policía de El Camino (High Incident)
- 1997: Operación Ébola (Operación Delta Force – Great Soldiers)
- 1997: Blue Motel (Motel Blue)
- 1998: Decepción (Sweet Deception)
- 1999-2000: Perdidos en el Amazonas (Amazon, serie de televisión, 23 episodios)
- 2004: 5ive Days to Midnight (miniserie)
- 2005: Missing (serie de televisión; 2 episodios)
- 2007: Painkiller Jane (serie de televisión; 22 episodios)
- 2010-2012: Nikita (serie de televisión; 23 episodios)
- 2011: Suits - La Ley de los Audaces. Tony Gianopolous (Serie de televisión; 5 episodios)
- 2012: The L. A. Complex (serie de televisión de 4 episodios)
- 2012-2013: Beauty and the Beast (serie de televisión; 6 episodios)
- 2013: Defiance (serie de televisión; episodio 1x06)
- 2013: Enamorado de Molly (Molly Maxwell)
- 2015: Dark Matter (serie de televisión; episodios 1x01–1x02)
- 2017: Kodachrome
- 2015-2018: Killjoys (serie de televisión; 17 episodios)